# Aéroport Tounochna
Pour les articles homonymes, voir IAR.
L’aéroport Tounochna (en russe : Аэропорт Туношна) (code IATA : IAR • code OACI : UUDL) est un aéroport russe desservant la ville de Iaroslavl.

## Compagnies et destinations
| Compagnies  | Destinations                         |
| ----------- | ------------------------------------ |
| ALROSA      | En saison : Simféropol               |
| Pegas Fly   | En saison charter : Dubaï Al Maktoum |
| S7 Airlines | Saint-Pétersbourg-Poulkovo           |
| UVT Aero    | Kazan                                |

Édité le 10/10/2018

## Accident
Le 7 septembre 2011, se produit l'accident de l'avion transportant le Lokomotiv Iaroslavl. Un avion de type Yakovlev Yak-42 transportant l'équipe de hockey sur glace du Lokomotiv Iaroslavl au départ de Iaroslavl et à destination de Minsk en Biélorussie s'écrase peu après son décollage de l'aéroport Tounochna. La tragédie fait 43 morts parmi les 45 occupants. Le seul survivant est un membre de l'équipage. Le joueur Aleksandr Galimov, brûlé sur 90 % du corps, est mort cinq jours plus tard. L'avion s'est abimé sur la rive de la rivière Tounochonka, affluent de la Volga près du Forum Politique Mondial.